# Semissis

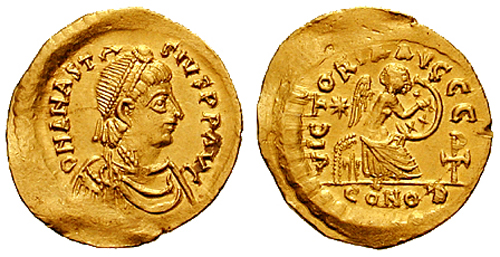
Bizantyjski semissis Anastazjusza I

Semissis – złota moneta bita w okresie późnego cesarstwa rzymskiego oraz we wczesnośredniowiecznym Bizancjum, równa ½ wartości solida lub aureusa.